# Constanze Krehl
Constanze Angela Krehl (Stoccarda, 14 ottobre 1956) è una politica tedesca, europarlamentare dal 1994 del Partito Socialdemocratico di Germania (SPD) e membro della Commissione sullo sviluppo regionale.
Ella è un'alternativa per la commissione sul Budget e un membro della delegazione della Russia Europea al Parliamentary Cooperation Committee.

## Carriera
Dal 1975 al 1980 studia per il diploma a Lipsia, infine si laurea alla Dresden Technical University.